# Marasmius corbariensis
Marasmius corbariensis är en svampart som först beskrevs av Casimir Roumèguere, och fick sitt nu gällande namn av Rolf Singer 1951. Marasmius corbariensis ingår i släktet Marasmius och familjen Marasmiaceae.   Inga underarter finns listade i Catalogue of Life.